# 牧野忠辰
牧野 忠辰（まきの ただとき）は、越後長岡藩の第3代藩主。長岡藩系牧野家宗家4代。文治政治を推進した。

## 生涯

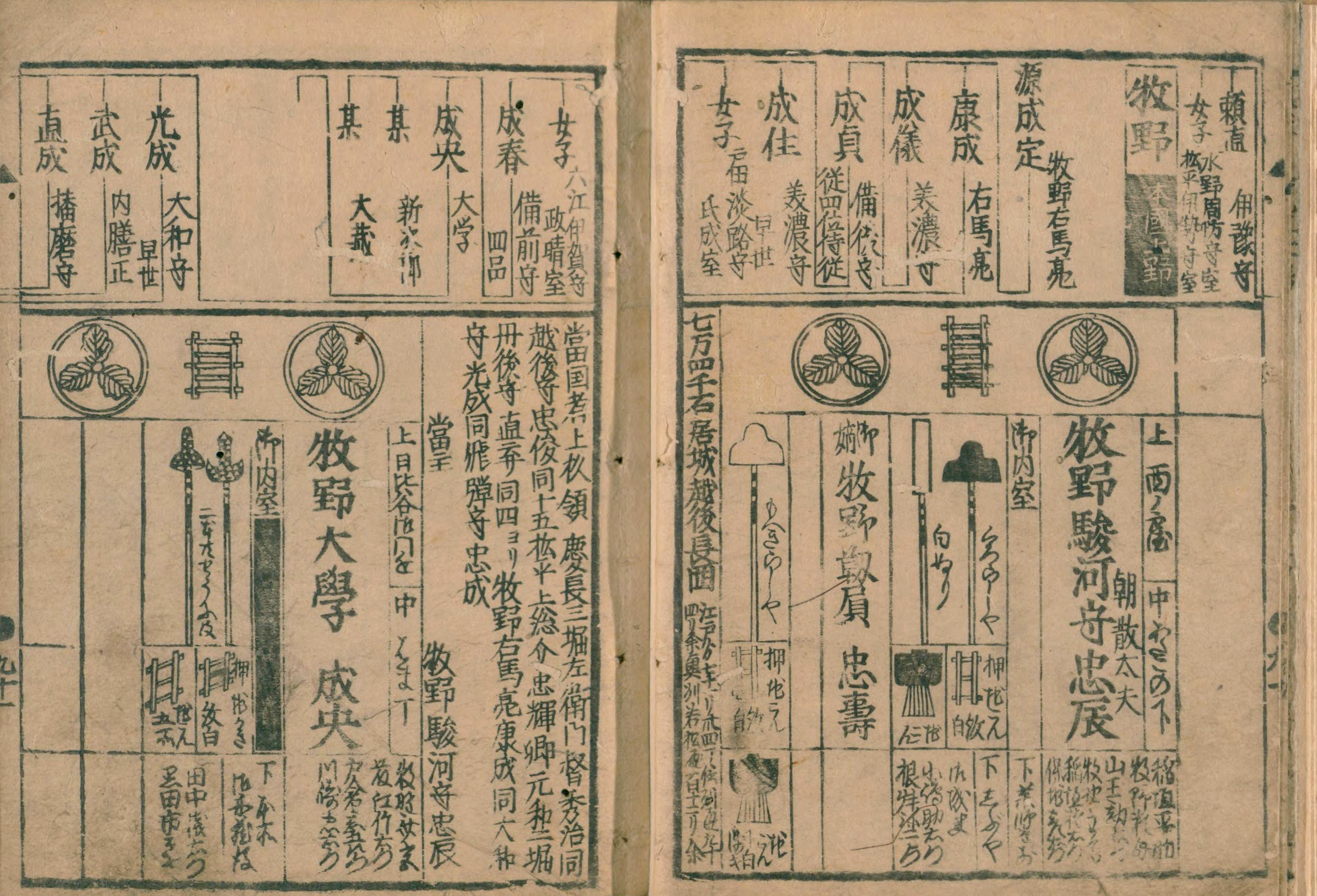
『宝永七年 大名武鑑』（宝永7年（1710年）刊）より越後長岡藩牧野忠辰の箇所

寛文5年（1665年）1月4日、第2代藩主・牧野忠成の長男として江戸で生まれる。延宝2年（1674年）、父が死去したため家督を継いだが、10歳だったため、大叔父の牧野忠清による補佐を受けた。同年には「諸士法制」十七条およびその付則「覚」11条が発布された。これにより、長岡藩士の次三男の召抱えや末期養子の制限が行われた。
延宝7年（1679年）12月に従五位下、駿河守に叙任する。天和元年（1681年）、高田騒動で越後高田藩の松平光長が改易されたとき、高田城の受け取り役を務めた。
元禄7年（1694年）12月、諱を忠郷から忠辰に改めている。正徳元年（1711年）、享保4年（1719年）には朝鮮通信使の接待役を務めた。
下馬将軍ともいわれた大老・酒井忠清の娘と婚約していたが破談となり、以降正室を持たずに4人の側室を置いて、1男2女を儲けた。しかし、長男の勝三郎を初めとして全て早世していたため、宝永7年（1710年）に本多康慶の六男で母方の又従弟にあたる忠寿を養子とし、享保6年（1721年）8月25日に家督を譲って隠居し、成喜と号した。翌年8月6日、江戸で死去した。享年58。墓所は東京都大田区池上本門寺。
死去すると、京都の神道家吉田家より蒼柴霊神の神号が送られ、享保18年（1733年）には明神、50回忌の明和8年（1771年）には大明神に昇格した。
なお、忠辰自身を祭神とする蒼柴神社は、初め長岡城内、後に悠久山に移転した。

## 人物

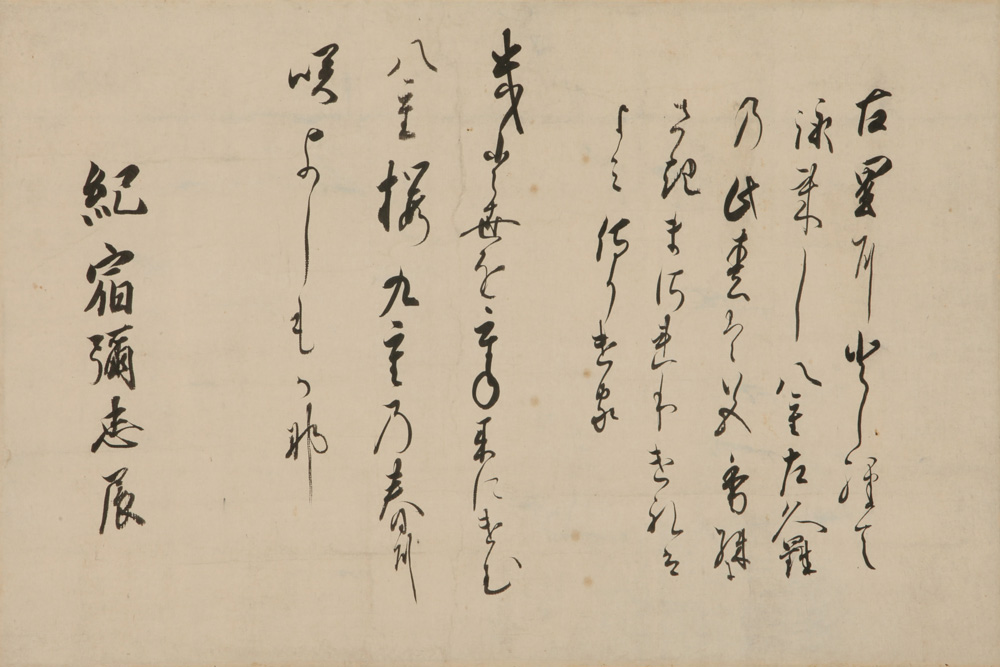
牧野忠辰の書。長岡市指定文化財。長岡市立中央図書館蔵

- 藩政においては、「諸士法制」の修正と改正による風紀の徹底、殖産興業政策、消防制度の確立など、民政に尽力し、長岡藩三名君（初代忠成・3代忠辰・9代忠精）の一人とされる。
- 学問にも興味を示し、文治の発展にも尽力した。なお、酒井忠清の娘の婚約者であったが、徳川綱吉の前で講義を行なうなどしている。将軍の前で講義をした他、江戸城で演能を行っており、養子忠寿と久我通名の娘との縁談は、金春流能のかなりの舞い手である仙台藩主伊達吉村との交流が関係するという説もある。

## 系譜
父母
- 牧野忠成（父）
- 牧野定成の養女、花輪宗親の娘（母）

婚約者
- 酒井忠清の娘

子女
- 牧野勝三郎（長男）
- 娘
- 娘

養子
- 牧野忠寿 - 本多康慶の六男